# Славяне (журнал)
«Славяне» (выпуски 1942—1958 годов) — советский ежемесячный журнал, орган Всеславянского комитета (с 1947 года Славянского комитета СССР).

## История
Своей основной целью журнал и Всеславянский комитет ставил «сплочение славянских народов в союзе со всеми свободолюбивыми народами для борьбы против гитлеровской Германии и её вассалов».

В осуществление этой цели журнал «Славяне»:
печатает статьи виднейших деятелей славянских народов об участии славян в национально-освободительной борьбе против гитлеровских захватчиков, о героической борьбе Красной Армии и народных мстителей — партизан,
разоблачает хищническую, разбойничью политику гитлеровцев, их человеконенавистническую программу уничтожения славянских народов и их вековой культуры,
публикует документы о зверствах гитлеровцев над славянскими народами, издевательствах над мирным населением,
освещает славные страницы героического прошлого славянских народов и вклад славян в мировую культуру, показывает выдающихся сынов славянских народов,
даёт развёрнутую хронику славянского антифашистского движения во всех славянских странах, а также славян в Англии, Америке, Австралии, Новой Зеландии и Африке,
печатает библиографические заметки и обзоры антигитлеровской литературы.
27 марта 1947 года на собрании актива славянских деятелей СССР в Москве Всеславянский комитет в Москве был реорганизован в Славянский комитет СССР, журнал стал органом Славянского комитета в СССР (с № 2 за 1947 год).
Журнал выходил ежемесячно тиражом около 7 тысяч экземпляров. В мае 1958 года ЦК КПСС принял решение о закрытии журнала «Славяне».
В 1959 году журнал «Славяне» перестали издавать, вместо него при Институте славяноведения АН СССР возник журнал «Советское славяноведение».

## Редакционная коллегия
Первая редакционная коллегия:
- Академик Николай Державин
- Академик Зденек Неедлы
- Ванда Василевская
- Профессор Божидар Масларич

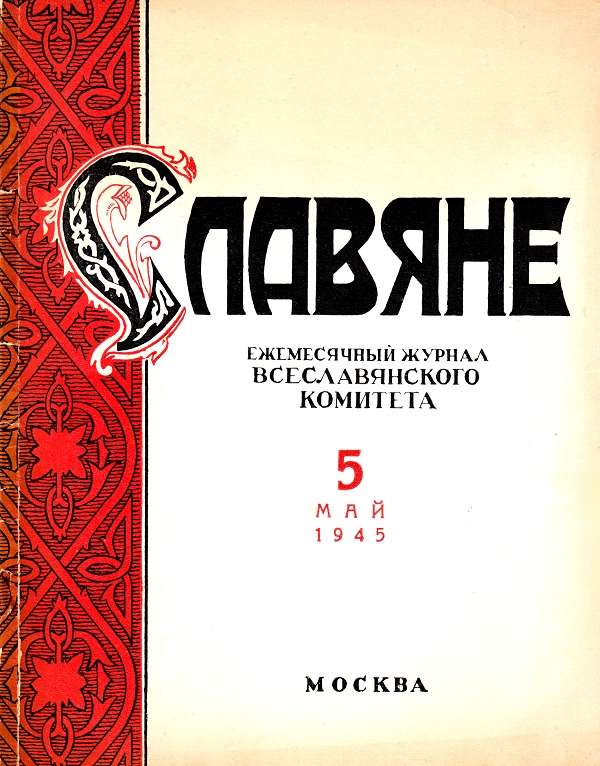
Обложка № 5, 1945 год

- Тимофей Горбунов (ответственный секретарь)[5]

- Молодцов, Василий Сергеевич — ответственный секретарь (1944—1946)

### Адреса редакции
- 1942 — Калашный переулок, дом № 6. Москва. Телефон: К 4-66-46
- 1945 — Улица Кропоткина, дом № 10. Москва. Телефон: Г 6-47-04